# Yoshiyuki Matsueda
Yoshiyuki Matsueda –en japonés, 松枝義幸, Matsueda Yoshiyuki– (10 de enero de 1962) es un deportista japonés que compitió en ciclismo en la modalidad de pista. Ganó una medalla de plata en el Campeonato Mundial de Ciclismo en Pista de 1985, en la prueba de velocidad individual.

## Medallero internacional
| Campeonato Mundial | Campeonato Mundial | Campeonato Mundial | Campeonato Mundial       |
| Año                | Lugar              | Medalla            | Competición              |
| ------------------ | ------------------ | ------------------ | ------------------------ |
| 1985               | Bassano (Italia)   | Medalla de plata   | Velocidad individual (P) |